# Erlbach (Altötting)
Erlbach è un comune tedesco situato nel land della Baviera, fa parte del circondario di Altötting.